# Fish Rising
Fish Rising è l'album di esordio del chitarrista progressive rock inglese Steve Hillage. Una parte fu registrata nel settembre 1974 al Manor Studio, nell'Oxfordshire, ed un'altra nel gennaio 1975 nel Manor Mobile. Venne pubblicato dalla Virgin Records l'11 aprile del 1975 (numero di catalogo V2031).
La formazione è composta soprattutto da componenti dei Gong, la band psichedelica dove Hillage era il chitarrista quando venne inciso l'album: oltre all'autore vi sono la tastierista Miquette Giraudy (compagna di Hillage nella vita privata), il bassista Mike Howlett, il batterista Pierre Moerlen, Tim Blake ai sintetizzatori ed il sassofonista Didier Malherbe. L'organico è completato dalla fiatista Lindsay Cooper degli Henry Cow e dal tastierista Dave Stewart degli Hatfield and the North, con il quale Hillage aveva instaurato un'ottima intesa musicale nei Khan, il gruppo in cui suonava prima di unirsi ai Gong.

## Il disco
Il disco venne registrato poco dopo l'incisione di You, l'ultimo album della "Trilogia di Radio Gnome Invisible" dei Gong. Fish Rising risente dell'influenza space delle musiche della trilogia, ma il lato psichedelico del disco si avvicina più alle atmosfere hippie dei Khan che alle follie dadaiste care ai Gong.
Il sound si basa sulle molte idee innovative che Hillage aveva cominciato a preparare nell'ultimo periodo in cui aveva suonato nei Khan. Buona parte dei brani doveva in origine far parte del secondo album del gruppo,  ma il materiale non incontrò l'entusiasmo del manager Terry King e della Decca, la casa discografica con la quale erano sotto contratto. Era stato questo il principale motivo che aveva costretto i Khan ad abbandonare il progetto ed a sciogliersi nell'ottobre del 1972.
I raffinati arrangiamenti, l'armonia con cui i musicisti smussano I frequenti cambi di ritmo, il misurato lavoro alla chitarra di Hillage, meno orientato ai vertiginosi assoli che lo avevano reso famoso nei Gong, decretano il successo di Fish Rising e gli garantiscono i giudizi positivi della critica. A parte due brani brevi nel lato 1, le altre tre tracce sono lunghe suite in prevalenza strumentali, nella tradizione di molti dei musicisti progressivi dell'inizio degli anni settanta.

## Pubblicazioni
Dopo l'uscita dell'album in formato LP nell'aprile del 1975, la sussidiaria della Virgin Caroline Records pubblicò la prima edizione in CD nel 1990 (numero di catalogo CAR 01800-2). Le edizioni rimasterizzate del CD del 2007, pubblicate dalla Virgin in Giappone (numero di catalogo VJCP-68792) e nel Regno Unito (CDV 2031), contengono 2 bonus tracks.

## Tracce
In tutti i brani le musiche e gli arrangiamenti sono di Steve Hillage, ad eccezione di Fish, arrangiata da Hillage e Dave Stewart. I testi sono di Hillage e Miquette Giraudy.

### Lato 1
- Inglid/Involution

1. Solar Musick Suite – 16:55
  1. Sun Song (I Love its Holy Mystery) – 6:15
  2. Canterbury Sunrise – 3:25
  3. Hiram Afterglid Meets the Dervish – 4:05
  4. Sun Song (reprise) – 3:10
2. Fish – 1:23
3. Meditation of the Snake – 3:10

### Lato 2
- Outglid/Evolution

1. The Salmon Song – 8:45
2. Aftaglid – 14:46
  1. Sun Moon Surfing – 1:36
  2. The Great Wave and the Boat of Hermes – 1:51
  3. The Silver Ladder – 0:40
  4. Astral Meadows – 2:01
  5. The Lafta Yoga Song – 2:42
  6. Glidding – 2:23
  7. The Golden Vibe/Outglid – 3:33

### Bonus tracks sul CD rimasterizzato del 2007
1. Pentagrammaspin (pubblicato dalla Virgin come demo nel 1975 e remissato nel 2006) – 7:46
2. Aftaglid (versione inedita) – 13:00

## Musicisti
- Steve Hillage (nelle note di copertina: Steve Hillfish) – voce e chitarra elettrica
- Miquette Giraudy (Bombaloni Yoni) – percussioni e glockenspiel[4]
- Mike Howlett – basso
- Pierre Moerlen – batteria, marimba, darbuka
- Tim Blake (Moonweed) – sintetizzatori e tambura
- Didier Malherbe (Bloomdido Glid de Breeze) – sax e flauto
- Lindsay Cooper – fagotto
- Dave Stewart – organo e piano